# Anne Haney
Anne Ryan Haney (4 de marzo de 1934 – 26 de mayo de 2001) fue una actriz estadounidense de cine, teatro y televisión, reconocida principalmente por sus papeles en las películas Mrs. Doubtfire y Liar Liar.

## Biografía

### Carrera
Haney apareció en el episodio de Star Trek: The Next Generation "The Survivors" en el papel de Rishon Uxbridge. Más tarde interpretó un episodio de Star Trek: Deep Space Nine. Fue miembro recurrente del reparto de la serie L.A. Law, interpretando a la juez Marilyn Travelini. Participó en otras series como Benson, Cheers, Designing Women, The Golden Girls, Charmed, Boy Meets World, ER y Curb Your Enthusiasm. Una de sus últimas apariciones fue en la serie Ally McBeal.

### Fallecimiento
El 26 de mayo de 2001, Haney falleció a causa de un fallo cardíaco a la edad de 67 años.